# Christine Moore
Pour l'actrice, voir Christina Moore.
Pour les articles homonymes, voir Moore.
Christine Moore, née le 21 octobre 1983 à La Sarre (Québec), est une infirmière clinicienne et femme politique canadienne et québécoise. Elle est députée de la circonscription d'Abitibi—Témiscamingue à la Chambre des communes pour le Nouveau Parti démocratique (NPD) de 2011 à 2019. Elle ne se représente pas pour un troisième mandat lors des élections générales du 21 octobre 2019.
Le 26 août 2022, elle tente un retour en politique, comme candidate du Parti québécois dans la circonscription d’Ungava en vue des élections provinciales du 3 octobre. Elle est défaite, recueillant 12,6 % des voix.

## Biographie

### Formation et expériences
Christine Moore obtient un diplôme d'études collégiales en soins infirmiers du Cégep de l'Abitibi-Témiscamingue en 2008 et un baccalauréat en sciences infirmières de l'Université du Québec en Abitibi-Témiscamingue (UQAT) en 2010. Elle participe à un stage humanitaire au Sénégal d'un mois dans le cadre de son baccalauréat et fait partie des Forces Canadiennes pendant plus de trois ans.
Infirmière clinicienne en oncologie et hémodialyse au CISSS de l'Abitibi-Témiscamingue, Christine Moore termine présentement une maîtrise en sciences infirmières profil clinique à l'UQAT.

### Politique
Christine Moore est candidate dans la circonscription fédérale d'Abitibi—Témiscamingue pour le Nouveau Parti démocratique en 2006, 2008 et en 2011. Elle remporte la victoire en 2011, succédant au bloquiste Marc Lemay, en poste depuis 2004.
Le 26 mai 2011, elle est nommée porte-parole de l'opposition officielle du Canada pour les achats militaires. Parmi les dossiers pris en charge par la députée, on retrouve l'achat des F-35, la modernisation de différents navires militaires de même que le remplacement d'avions de secours. À ce titre, elle œuvre principalement sur le Comité permanent de la défense nationale. Elle assiste également Jack Harris dans ses fonctions de porte-parole de l'opposition officielle du Canada pour la défense nationale.
Après son élection, elle établit des bureaux à Rouyn-Noranda, Ville-Marie, Amos et La Sarre pour rejoindre la population de sa vaste circonscription, et elle offre des rendez-vous pour les communautés de Kipawa et de Barraute.
Le 2 mai 2013, Christine Moore présente le projet de loi C-504, Loi sur l'appui aux pompiers volontaires. Ce projet de loi visant à aider les petites communautés à garder un service incendie opérationnel en tout temps est rejeté par la majorité conservatrice en février 2014.
En août 2013, elle est nommée porte-parole adjointe en matière d'Énergie et Ressources naturelles. Elle siège également sur le comité des ressources naturelles. Christine Moore dépose une motion qui propose une stratégie nationale pour l’avancement du secteur de la foresterie, qui serait élaborée en consultation avec notamment les provinces, les territoires et les Premières nations.
En janvier 2015, Christine Moore est nommée porte-parole adjointe en matière de santé.
Lors des élections fédérales du 19 octobre 2015, elle résiste à la vague libérale et est réélue dans sa circonscription.
À son retour en Chambre pour la 42e législature, elle déclare vouloir travailler pour améliorer la conciliation travail-famille au Parlement. Des changements se mettent rapidement en place et on lui reconnait le leadership dans ces réalisations. Elle hérite également des postes de porte-parole de son parti en matière de ruralité et pour l'Agence de développement économique du Canada pour les régions du Québec.
En décembre 2015, Christine Moore dépose à nouveau son projet de loi modifiant le Code canadien du travail et la Loi sur l'assurance-emploi (pompiers volontaires) et qui devient le projet de loi C-215, Loi sur l'appui aux pompiers volontaires en remplacement des précédents projets de loi C-504 et C-630. Elle présente également le projet de loi C-216, Loi sur la Journée nationale de sensibilisation au deuil périnatal.
En février 2015, elle est élue vice-présidente de la section canadienne de l'Association parlementaire du Commonwealth (APC).
Au début de l'année 2016, elle présente à nouveau une motion pour une Stratégie nationale sur la foresterie. Cette motion demande au gouvernement de travailler avec les provinces et les territoires, les peuples autochtones, les intervenants, et le public pour mettre en place une stratégie nationale pour l'avancement du secteur de la foresterie canadienne au pays, ayant comme objectifs la création d’emplois à valeur ajoutée, le développement durable de nos forêts, la diversification et la promotion des produits dérivés du bois et le développement des systèmes de construction, et pour multiplier les marchés d’exportation des produits du bois canadien.
En mars 2016, Christine Moore présente le projet de loi C-254, Loi modifiant la Loi sur la taxe d’accise (produits pour bébés), afin de cesser la taxation sur des produits essentiels pour bébés et pour l'allaitement.
En avril 2018, elle crée un groupe parlementaire multipartite (GPM) pour combattre l'esclavage moderne et la traite de personnes en compagnie des députés Arnold Viersen (conservateur) et Robert-Falcon Ouellette (en) (libéral) qu'elle co-préside avec le sénateur indépendant Daniel Christmas.

### Parti québécois
Membre du Parti québécois depuis 2019, Christine Moore affirme que la pandémie a transformé le paysage politique et que le Québec a besoin de son indépendance pour sécuriser son filet social et les services offerts aux citoyens. Elle estime que le Canada tire le Québec vers l'arrière. Elle propose de bâtir un pays en partenariat avec les membres des Premières Nations et les Inuits.
Le chef du Parti québécois, Paul St-Pierre Plamondon, nomme, entre autres, sa très grande connaissance des réalités du terrain, son talent, sa maîtrise des dossiers et la désigne comme membre de l'équipe santé du parti.

## Résultats électoraux
|                                                                                               | Nom                       | Parti            | Nombre de voix | %      | Maj.  |
| --------------------------------------------------------------------------------------------- | ------------------------- | ---------------- | -------------- | ------ | ----- |
|                                                                                               | Denis Lamothe (sortant)   | Coalition avenir | 3 132          | 36,3 % | 1 040 |
|                                                                                               | Maïtée Labrecque-Saganash | Québec solidaire | 2 092          | 24,2 % | -     |
|                                                                                               | Tunu Napartuk             | Libéral          | 1 571          | 18,2 % | -     |
|                                                                                               | Christine Moore           | Parti québécois  | 1 084          | 12,6 % | -     |
|                                                                                               | Nancy Lalancette          | Conservateur     | 756            | 8,8 %  | -     |
| Total                                                                                         | Total                     | Total            | 8 635          | 100 %  |       |
| Le taux de participation lors de l'élection était de 30,2 % et 285 bulletins ont été rejetés. |                           |                  |                |        |       |

## Allégations d'inconduite
En mai 2018, Christine Moore est suspendue de ses fonctions au sein du caucus par le chef du parti, Jagmeet Singh, dans l'attente d'une enquête indépendante sur les allégations d'inconduites sexuelles formulées contre elle. Elle est par la suite blanchie de ces allégations au terme d'une enquête indépendante.
Le 30 août 2018, CBC News publie des excuses officielles à Christine Moore précisant que la société n'avait pas accordé suffisamment de temps à la députée pour répondre aux allégations formulées par un ex-soldat et que l'article d'opinion ne respectait pas les standards éditoriaux de Radio-Canada. Le communiqué indique que Christine Moore avait déposé des preuves que la relation était mutuelle et consensuelle.

## Varia
Lors du débat sur le lock-out à Postes Canada en 2011, le Nouveau Parti démocratique a entrepris un processus d'obstruction parlementaire. Christine Moore fut la quatrième parlementaire à intervenir le plus longuement en Chambre.
Dans le cadre de la course à la direction du Nouveau Parti démocratique de 2012, elle a donné son appui à Roméo Saganash, puis, successivement, à Paul Dewar, Peggy Nash et Nathan Cullen pour finalement se rallier à Thomas Mulcair à la suite de son élection comme chef.
Elle se marie en septembre 2014 avec Christian Mongrain-Thériault, musicien de death metal ayant 5 albums à son actif. Elle devient la belle-mère de Maude 4 ans issue d'une union précédente.
Le 8 septembre 2015, durant la campagne électorale, Christine Moore donne naissance à son premier enfant; il s'agit d'une des premières fois qu'une députée en campagne accouche aussi près d'une élection,.
Elle donne naissance à un deuxième enfant en avril 2017 puis à sa troisième fille en avril 2019.